# Proud (Lied)
Proud ist ein Lied der mazedonischen Sängerin Tamara Todevska und der Wettbewerbsbeitrag des Landes zum Eurovision Song Contest 2019 in Tel Aviv in Israel. Der Song konnte sich über das zweite Halbfinale am 16. Mai 2019 für das Finale am 18. Mai 2019 qualifizieren; dort erreichte er mit 305 Punkten den siebten Platz, das beste Ergebnis bislang für das Land.

## Musik und Text
Es handelt sich um einen balladesken Pop-Song mit einigen Balkan-typischen Folk-Elementen. Er fordert Frauen und Mädchen dazu auf, stolz zu sein und die Stimme zu erheben. „Tell them Raise your voice and say it loudly / Show them, what it means to stand up proudly / Tell them / This is me and thanks to you I am proud“.

## Hintergrund
Der Song wurde vom ESC-erfahrenen Team aus Darko Dimitrov, Robert Bibliov, Lazar Cvetkoski, Kosta Petrov und Sanja Popovska geschrieben. Er wurde intern durch das nordmazedonische Fernsehen ausgewählt.
Am 4. März 2019 sollte der Song der Öffentlichkeit vorgestellt werden; dies wurde jedoch laut dem offiziellen Twitter-Account der nordmazedonischen Delegation auf den 8. März verlegt, um ihn am Weltfrauentag vorzustellen.

## Eurovision Song Contest
Nordmazedonien wurde in das zweite Halbfinale am 16. Mai 2019 gelost, trat an 17. Position auf und konnte Platz zwei mit 239 Punkten erreichen. Im zwei Tage später stattfindenden Finale am 18. Mai wurde Proud an achter Stelle von 26 Beiträgen vorgestellt und erreichte Platz acht mit 295 Punkten. Während der Bekanntgabe der Jurywertungen nach dem Finale führte der Song sogar lange Zeit und landete am Ende auf Platz zwei mit 237 Jurypunkten. Von den Zuschauern bekam er dann lediglich 58 Punkte, was ihn auf Platz acht mit insgesamt 295 Punkten zurückfallen ließ. Das Ergebnis wurde später auf den siebten Platz mit 305 Punkten (nun 247 Jurypunkte und Platz 1 in der Jurywertung) korrigiert.
Die ARD schrieb, Tamara Todevska habe sich mit der „stolzen Ballade“ auf einen „hervorragenden siebten Platz“ gesungen.